# Li Zhuo
Li Zhuo (chiń. 李卓 ur. 4 grudnia 1981 w Tieling) – chińska sztangistka. Srebrna medalistka olimpijska z Aten.
Zawody w 2004 były jej jedynymi igrzyskami olimpijskimi. Po medal sięgnęła w najniższej kategorii wagowej, do 48 kilogramów, z wynikiem 205 kilogramów. W tej samej wadze triumfowała na igrzyskach azjatyckich w 2002. 